# 조던 머치
조던 제임스 에드워드 시드니 머치 (Jordon James Edward Sydney Mutch, 1991년 12월 2일 더비~ )는 잉글랜드의 축구 선수로, 포지션은 미드필더이다. 현재 EFL 리그 투의 크롤리 타운 FC 소속으로 뛰고 있다.

## 클럽 경력
2019년 경남 FC에 입단해 K리그에서 뛰었다.